# Запорожанова Ганна Олександрівна
Гáнна Олекса́ндрівна Запорожа́нова (*9 серпня 1979, Львів, Україна) — українська тенісистка-професіонал, олімпійка, тренер молодих гравців.
Разом із Оленою Татарковою Запорожанова представляла Україну на Олімпіаді 2000 року в Сіднеї. Українська пара поступилася в другому колі французькій.
Завершила кар'єру 2008 року.

## Фінали турнірів WTA

### Пари: 2 фінали
| Результат | №  | Дата           | Турнір              | Поверхня | Партнерка        | Супротивниці                   | Рахунок       |
| --------- | -- | -------------- | ------------------- | -------- | ---------------- | ------------------------------ | ------------- |
| Поразка   | 1. | 14 травня 2000 | Варшава, Польща     | Clay     | Ірода Туляганова | Татьяна Гарбін Жанетт Гусарова | 3–6, 1–6      |
| Поразка   | 2. | 18 червня 2000 | Ташкент, Узбекистан | Hard     | Ірода Туляганова | Лі На Лі Тін                   | 6–3, 2–6, 4–6 |

## Фінали ITF
| Легенда          |
| ---------------- |
| турніри $100,000 |
| турніри $75,000  |
| турніри $50,000  |
| турніри $25,000  |
| турніри $10,000  |

### Одиночний розряд (4–4)
| Результат | Ранг | Дата            | Турнір                     | Покриття   | Суперниця             | Рахунок            |
| --------- | ---- | --------------- | -------------------------- | ---------- | --------------------- | ------------------ |
| Перемога  | 1.   | 25 вересня 1995 | Київ, Україна              | Ґрунт      | Бейко Талина Іванівна | 2–6, 7–6(7–4), 7–5 |
| Поразка   | 1.   | 5 жовтня 1997   | Тбілісі, Грузія            | Ґрунт      | Надія Петрова         | 1–6, 4–6           |
| Перемога  | 2.   | 20 вересня 1998 | Констанца, Румунія         | Ґрунт      | Аліче Пірсу           | 7–6, 6–1           |
| Поразка   | 2.   | 9 травня 1999   | Гатфілд, Велика Британія   | Ґрунт      | Сесілія Шарбонньє     | 6–7, 4–6           |
| Перемога  | 3.   | 4 липня 1999    | Таллінн, Естонія           | Ґрунт      | Кая Канепі            | 6–3, 6–3           |
| Поразка   | 3.   | 8 серпня 1999   | Харків, Україна            | Ґрунт      | Тетяна Перебийніс     | 3–6, 3–6           |
| Поразка   | 4.   | 13 лютого 2000  | Бірмінгем, Велика Британія | Тверде (i) | Олена Бовіна          | 1–6, 2–6           |
| Перемога  | 4.   | 1 грудня 2002   | Пругониці, Чехія           | Ґрунт      | Софія Арвідссон       | 4–6, 6–4, 6–4      |

### Парний розряд (9–11)
| Результат | Ранг | Дата            | Турнір                     | Покриття   | Партнерка                  | Суперниці                               | Рахунок                 |
| --------- | ---- | --------------- | -------------------------- | ---------- | -------------------------- | --------------------------------------- | ----------------------- |
| Перемога  | 1.   | 7 серпня 1995   | Ребек (Бельгія), Бельгія   | Ґрунт      | Ангеліна Здоровицька       | Martina Nedelková Зузана Немшакова      | 6–2, 6–4                |
| Поразка   | 1.   | 26 серпня 1996  | Київ, Україна              | Ґрунт      | Наталія Медведєва          | Анна-Карін Свенссон Река Відатс         | 5–7, 3–6                |
| Поразка   | 2.   | 8 вересня 1996  | Донецьк, Україна           | Ґрунт      | Ангеліна Здоровицька       | Марія Марфіна Наталія Немчинова         | 4–6, 2–6                |
| Перемога  | 2.   | 15 вересня 1997 | Клуж-Напока, Румунія       | Ґрунт      | Тетяна Ковальчук           | Адріана Барна Магда Міхалаке            | 6–4, 5–7, 6–3           |
| Поразка   | 3.   | 5 жовтня 1997   | Тбілісі, Джорджія          | Ґрунт      | Віра Жуковець              | Олена Дементьєва Анастасія Мискіна      | 6–3, 0–6, 4–6           |
| Перемога  | 3.   | 7 лютого 1998   | Беркенгед, Велика Британія | Тверде (i) | Джулія Казоні              | Наталія Єгорова Ольга Іванова           | 6–3, 6–2                |
| Поразка   | 4.   | 9 травня 1998   | Пряшів, Словаччина         | Ґрунт      | Тетяна Ковальчук           | Магдалена Зденовкова Jana Lubasová      | 2–6, 4–6                |
| Поразка   | 5.   | 17 травня 1998  | Нітра, Словаччина          | Ґрунт      | Тетяна Ковальчук           | Патрісія Маркова Сільвія Уріцкова       | 0–6, 3–6                |
| Поразка   | 6.   | 2 травня 1999   | Гартфілд, Велика Британія  | Ґрунт      | Наталія Єгорова            | Вікторія Девіс Кейт Ворн-Голланд        | 5–7, 1–6                |
| Поразка   | 7.   | 9 травня 1999   | Гартфілд, Велика Британія  | Ґрунт      | Ilona Poljakova            | Лідія Перкінс Джулія Сміт               | 1–6, 4–6                |
| Перемога  | 4.   | 6 лютого 2000   | Джерсі, Велика Британія    | Тверде (i) | Олена Бовіна               | Селіма Сфар Джоан Ворд                  | 6–3, 6–2                |
| Перемога  | 5.   | 13 лютого 2000  | Бірмінгем, Велика Британія | Тверде (i) | Олена Бовіна               | Наталія Єгорова Катерина Сисоєва        | 6–3, 6–4                |
| Поразка   | 8.   | 10 квітня 2000  | Кань-сюр-Мер, Франція      | Тверде (i) | Туляганова Ірода Батирівна | Анжеліка Бахманн Джулія Казоні          | 5–7, 1–6                |
| Поразка   | 9.   | 10 липня 2000   | Дармштадт, Німеччина       | Ґрунт      | Адріана Барна              | Мая Матевжич Марія Паола Дзавальї       | 6–7(4–7), 7–6(7–4), 4–6 |
| Перемога  | 6.   | 31 липня 2000   | Еттенгайм, Німеччина       | Ґрунт      | Надія Островська           | Маріана Діас-Оліва Марія Емілія Салерні | 6–4, 6–2                |
| Перемога  | 7.   | 26 травня 2002  | Київ, Україна              | Ґрунт      | Тетяна Ковальчук           | Дар'я Кустова Маґдалена Маршалек        | 6–2, 6–3                |
| Поразка   | 10.  | 20 квітня 2003  | Біарриц, Франція           | Ґрунт      | Юлія Бейгельзимер          | Лусі Ал Селіма Сфар                     | 1–6, 1–6                |
| Поразка   | 11.  | 1 травня 2003   | Кань-сюр-Мер, Франція      | Ґрунт      | Юлія Бейгельзимер          | Віра Душевіна Галина Воскобоєва         | 3–6, 4–6                |
| Перемога  | 8.   | 19 травня 2003  | Львів, Україна             | Ґрунт      | Анна Бастрікова            | Марія Коритцева Ірина Бремон            | 6–4, 6–4                |
| Перемога  | 9.   | 25 травня 2007  | Черкаси, Україна           | Ґрунт      | Катерина Авдієнко          | Надія Кіченок Людмила Кіченок           | 7–6(7–3), 6–2           |

## Сім'я
- Син Остап загинув 2 червня 2023 поблизу села Павлівка Донецької області [6]